# Дітікон (округ)
Дітікон (нім. Bezirk Dietikon) — округ у Швейцарії в кантоні Цюрих.
Адміністративний центр — Дітікон.

## Громади
У таблиці наведено список громад округу станом на 2022 рік, населення та площа станом на 2019 рік.

| Українська назва     | Оригінальна назва    | Код BFS | Населення | Площа |
| -------------------- | -------------------- | ------- | --------- | ----- |
| Бірменсдорф          | Birmensdorf (ZH)     | 0242    | 6724      | 11,4  |
| Вайнінген            | Weiningen (ZH)       | 0251    | 4813      | 5,4   |
| Герольдсвіль         | Geroldswil           | 0244    | 4934      | 1,9   |
| Дітікон              | Dietikon             | 0243    | 27746     | 9,3   |
| Еш                   | Aesch (ZH)           | 0241    | 1669      | 5,2   |
| Оберенгштрінген      | Oberengstringen      | 0245    | 6738      | 2,2   |
| Отвіль-ан-дер-Ліммат | Oetwil an der Limmat | 0246    | 2515      | 2,8   |
| Уйтікон              | Uitikon              | 0248    | 4668      | 4,4   |
| Унтеренгштрінген     | Unterengstringen     | 0249    | 3934      | 3,3   |
| Урдорф               | Urdorf               | 0250    | 9981      | 7,6   |
| Шлірен               | Schlieren            | 0247    | 18791     | 6,6   |